# Черкашин, Роман Алексеевич
Роман Алексеевич Черкашин (3 (16) марта 1906 , Староконстантинов, УССР  — 7 ноября 1993 , Харьков, Украина)  — украинский актер , режиссер и педагог.

## Биография
После окончания школы учительствовал в городке Красилов Староконстантиновского уезда. Увлечение Черкашина театром началось в местном клубном драмкружке. Кружком руководили супруги актеров Киевского русского театра Вячеслав Домородский и Ольга Нертовская, временно переехавшие из столицы, спасаясь от голода и разрухи. 
В 1925 г. поступил на русское отделение Музыкально-драматического Института им. М. Лысенко в Киеве, которое возглавляли А. Смирнов и А. Смирнова-Искандер. Из-за закрытия русского отделения в 1926 г. перешёл на украинское отделение, на курс Г. Игнатовича.. 
В 1927—1928 учился на драматических курсах Ю. Завадского в Москве. 
С 1928  г. работал в театре «Березиль». 
После устранения Л. Курбаса  – режиссёр  Харьковского театра имени Тараса Шевченко . Ставил с М. Крушельницким «Дай сердцу волю…» М. Кропивницкого ( 1935 ), «Евгения Гранде» по Оноре де Бальзаку ( 1940 ), «Приезжайте в Звонково» ( 1946 ), «Макар Диброва» А. Корнийчука ( 19 ) и т.д.
С 1931 г. – преподаватель Харьковского театрального института (с 1963 г. – Харьковский институт искусств). 
Роман Алексеевич получил широкое признание как один из лучших авторов-чтецов. В 1947 году ему  было присвоено звание Заслуженного артиста УССР.

## Семья
- Жена — Фомина Юлия Гавриловна, украинская актриса Харьковского украинского драматического театра имени Т. Г Шевченко.
- Дочь — Черкашина-Губаренко Марина Романовна, украинский музыковед, музыкальный критик, педагог, либретист, академик Национальной академии искусств Украины.
- Внучка — Губаренко Ирина Витальевна, композитор, писательница.

Скончался 7 ноября 1993 г. в Харькове.

## Труды
«Художественное чтение, техника и логика языка» (1955)
«Работа чтеца над художественным произведением» (1958)
«Выразительное чтение» (1960)
«Художественное слово на сцене» (1989)
«Мы – березильцы» (воспоминания, журн. «Современность», 1996, № 6-8). [2]